# پائول کنویل
 پائول کنویل  (به انگلیسی: Paul Canoville) (زاده ۴ مارس ۱۹۶۲ - هیلینگدون) بازیکن سابق فوتبال اهل انگلستان است. وی سابقه عضویت در باشگاه چلسی و ریدینگ را دارد.